# 柄杓

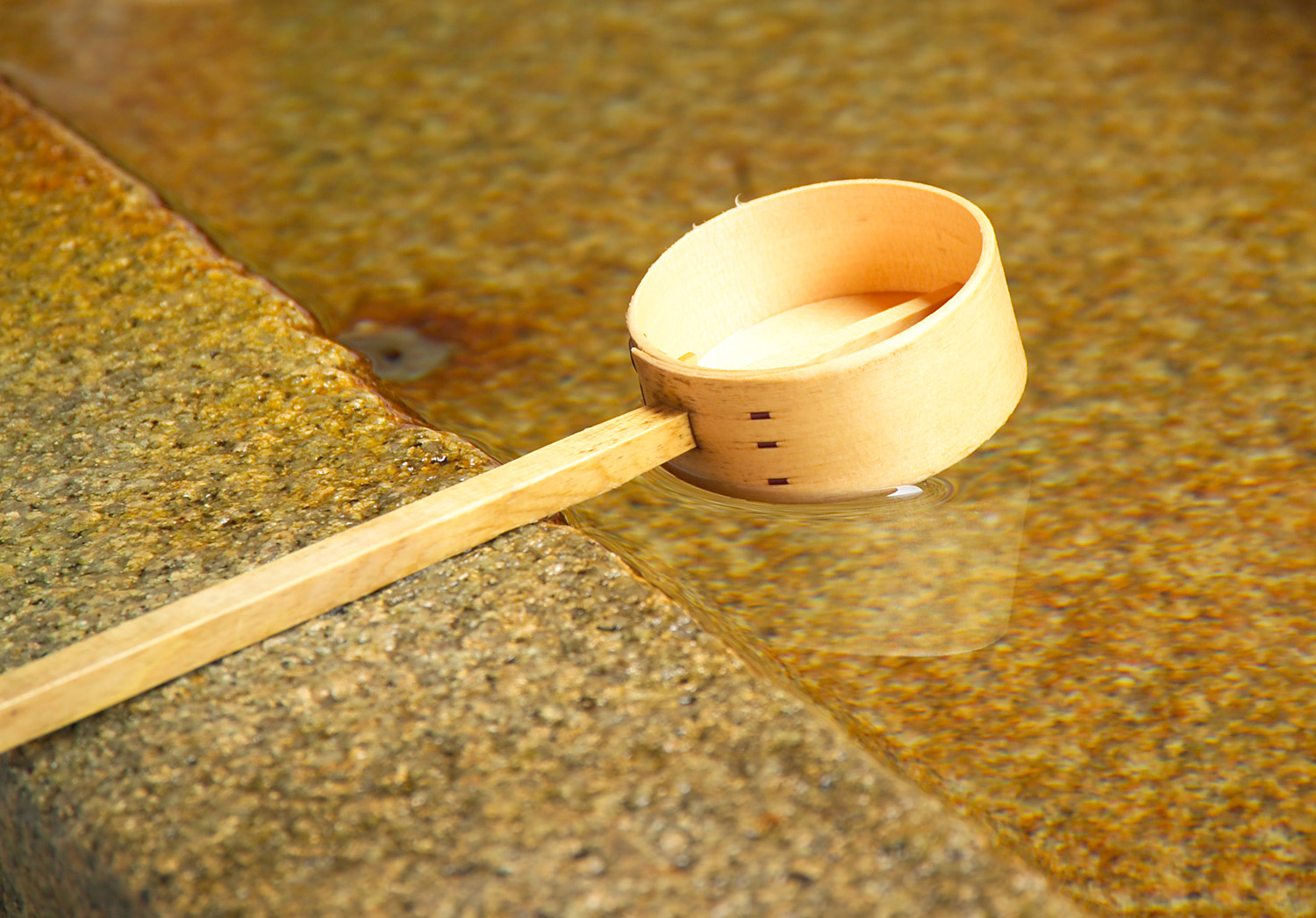
柄杓（厳島神社 - 広島県廿日市市）

柄杓（ひしゃく）は水や汁物を掬うための道具。柄がついた器状をしている。

## 形状
柄杓は曲物に柄を付けたものが一般的だが、古来、瓢箪（ひょうたん）を柄杓に加工した柄杓が用いられた（瓢杓）。
元々、柄杓の名前は、水をすくうための瓢箪を指す「ひさこ」（「ひさご」は、古くは清音の「ひさこ」）が「ひさく」になり、「ひしゃく」に転じたもので、「柄杓」は当て字といわれている。漢字一字では「斗」とも書く。
神社の手水舎（手を洗い、口をすすいで心身を清めるための場所）に置いてあるものは木製や竹製であるが、用途や目的に応じて大きさや素材には多くの種類があり、金属製、プラスチック製のものもある。
なお、茶道に用いる柄杓は一般の柄杓とは大きさや長さが異なる。

## 柄杓に関する事柄

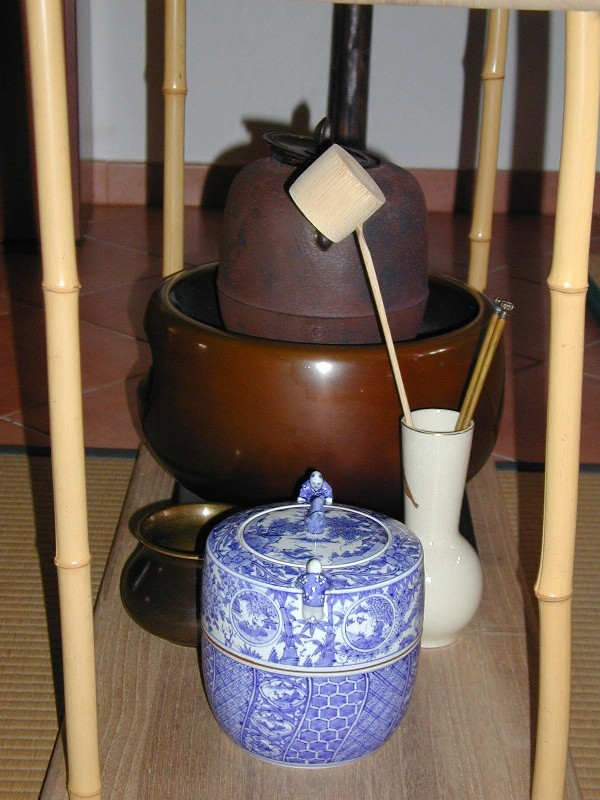
茶道具にみられる柄杓

- 舟幽霊が出たときは底の抜けた柄杓を渡すと助かる。
- 底の抜けた柄杓は安産祈願の願掛けにも用いられる。水が抜けるがごとく楽に産ませてもらえるようにと言う意味とされる。
- 北斗七星は、北の空に7つの星が斗（＝柄杓）の形に並んでいることからこの名がある。
- 漏斗は、字義通り平たく言えば「漏れる斗（＝柄杓）」である。
- 出雲大社の爪剥祭の神水献供で用いる柄杓は、生のヒョウタンを半円形に切り麻の柄を付けたものを使用する。これはヒョウタンや麻の霊力が関係すると言われる[3]。